# Lamborghini Egoista
De Lamborghini Egoista is een prototype van de Italiaanse autofabrikant Lamborghini. De naam "Egoista" komt uit het Italiaans en betekent egoïstisch. Het automodel werd in 2013 voor het eerst voorgesteld voor de 50 jaren van Lamborghini. Het ontwerp van de auto is afkomstig van Walter de Silva (hoofdontwerper van Volkswagen) en op basis van een Lamborghini Gallardo gemaakt.

## Presentatie
De Lamborghini Egoista is gemaakt van aluminium en koolstofvezels. Ze heeft een V10-motor van een Lamborgini Gallardo gebracht tot 600 paardenkracht. De voorbumper is verdeeld in drie prisma's. Ze is geïnspireerd van de Lamborghini Reventón, Lamborghini Aventador, Lamborghini Veneno, Formule 1 en stille gevechtsvliegtuigen. Het instrumentenpaneel is minimalistisch en de bestuurder heeft een head-up display zoals in een gevechtsvliegtuig of een militaire helikopter. Om eruit te geraken moet de conducteur het stuur eruit halen, de deur gaat elektrisch open. De auto is in het museum van Lamborghini gepresenteerd.

## Technische details
- Merk: Lamborghini
- Productiejaar: 2013
- Exemplaren: 3
- Motor: V10, 40 kleppen
- Maximale snelheid: 325 km/h
- Motorpositie: centraal: Centraal
- Overdragen: integraal
- Plaatsen: 1 (mono plaats)
- Breedte: 2993mm
- Maximale kracht: 600 paardenkracht.